# Абе но Ірацуме
Абе но Ірацуме (яп. 阿倍女郎 або 安倍女郎, дослівно «пані Абе») — японська поетка періоду Нара.

## Творчість
Вірші її авторства увійшли в третю та четверту книги збірки «Манйошю». Це вірші під номерами 269, 505, 506, 514 та 516. Серед них обмін віршами з Накатомі но Адзумахіто, автором вірша № 515.
Також Абе но Ірацуме (安倍女郎) вказана адресаткою вірша № 1631 (авторства Отомо но Якамочі), але вважається, що це зовсім інша жінка.